# Dumaguete

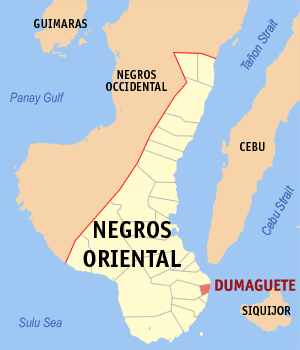
Dumaguete Citys läge i provinsen Negros Oriental.

Dumaguete är en stad i Filippinerna. Den är administrativ huvudort för provinsen Negros Oriental i regionen Centrala Visayas och har 102 265 invånare (folkräkning 1 maj 2000).

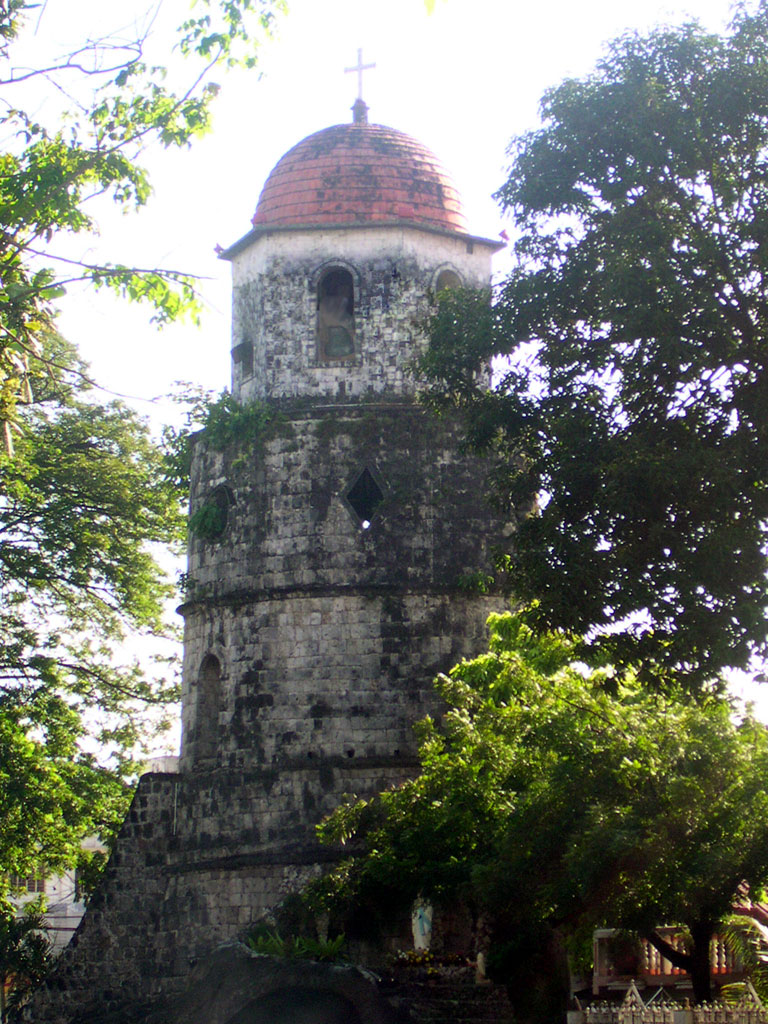
Klocktorn i Dumaguete City

Staden är indelad i 30 smådistrikt, barangayer, varav samtliga är klassificerade som tätortsdistrikt. Den är mest känd för Silliman University, grundat av amerikanska missionärer.